# 1943 en chimie
Cet article présente les faits marquants de l'année 1943 en chimie.

## Évènements
- 16 avril : le chercheur suisse Albert Hofmann expérimente accidentellement les effets psychotropes du LSD (Acide lysergique diéthylamide) qu'il a synthétisé en 1938[1].
- 19 octobre : les microbiologistes américains Albert Schatz et Selman Waksman découvrent la streptomycine[2].

## Prix
- Prix Nobel de chimie : George de Hevesy pour ses travaux sur l'utilisation des isotopes comme traceurs dans l'étude des processus chimiques[3],[4].
- ACS Award in Pure Chemistry : Kenneth Pitzer[5]
- Médaille Davy : Ian Heilbron en reconnaissance de ses nombreuses contributions notables à la chimie organique, en particulier à la chimie des produits naturels d'importance physiologique[6],[7].
- Médaille William-H.-Nichols : Arthur B. Lamb[8]

## Naissances
- 19 février : Tim Hunt, biochimiste anglais, prix Nobel de physiologie ou médecine en 2001.
- 19 mars[9] : Mario J. Molina, chimiste mexicain, prix Nobel de chimie en 1995.
- 21 avril : Françoise Candau, chimiste française spécialiste des polymères.
- 6 juin : Richard Smalley (mort en 2005), chimiste américain, prix Nobel de chimie en 1996. Il a découvert les fullerènes.
- 6 septembre : Richard Roberts, biochimiste britannique, prix Nobel de physiologie ou médecine en 1993.
- 30 septembre : Johann Deisenhofer, biochimiste allemand, prix Nobel de chimie en 1988.

## Décès
- 29 mai : Winford Lee Lewis (né en 1878), chimiste, militaire et inventeur américain.
- 28 septembre : Samuel Ruben (né en 1913), chimiste américain.
- 26 décembre : Russell Henry Chittenden (né en 1856), biochimiste américain.